# ブリン・フォーブス
ブリン・フォーブス（Bryn Forbes, 1993年7月23日 - ）は、アメリカ合衆国・ミシガン州ランシング出身のプロバスケットボール選手。ポジションはコンボガード。

## 来歴

### ハイスクール
ランシング・サクソン・ハイスクールでプレーし、3年次には1試合平均、19.0得点、5.0リバウンド、3.0アシストを記録した。2016年のNBAドラフトでシカゴ・ブルズに14位で指名され入団したデンゼル・バレンタインと共に2011年、2012年に州のクラスBタイトルを連続で獲得した。

### カレッジ
2012年から2014年までクリーブランド州立大学、2014年から2016年までミシガン州立大学で、3ポイントショットを得意とするガードプレーヤーとして、同郷でハイスクールでもチームメイトだったデンゼル・バレンタインと共に活躍した。2016年3月2日に対ラトガース大学戦で11本の3ポイントを成功させ、チーム及びビッグ・テン・カンファレンス記録を作っている。カレッジ4シーズン通算で、138試合に出場し、324本の3ポイントを43.5%の成功率で記録している。

### サンアントニオ・スパーズ
2016–17シーズン
2016年のNBAドラフトでは指名を得られなかったが、2016年にサンアントニオ・スパーズの一員としてNBAサマーリーグに参加し、2016年7月14日、スパーズと契約を結んだ。トレーニングキャンプ、プレシーズンゲームを経て、開幕ロースター入りを獲得した。10月25日、開幕線での勝利となったゴールデンステート・ウォリアーズ戦に、ベンチから3分あまり出場しNBAデビューを果たした。ルーキーシーズン序盤は、Dリーグのオースティン・スパーズに度々アサインされ実戦経験を積み、序盤戦11試合に出場し平均23.3得点、3ポイント成功率41.4%を記録するなど、シューターとしての優れた才能を見せた。2017年1月24日のトロント・ラプターズ戦に12分の出場で、得意とする3ポイント2本を含むキャリアハイとなる8得点を記録した。
シーズン60勝を達成し、主力選手の故障と休養で、ローテーションメンバー8人で臨んだ4月7日のダラス・マーベリックス戦で、前半で22得点を記録し、1998年のティム・ダンカン以来となる新人でファーストハーフで20点以上を記録した。更に後半に5点を加え、この試合で9本中4本の3ポイントを決め27得点を記録し、6アシスト、3リバウンドを加えた成績を記録しダラスに勝利した。
2017–18シーズン
2017年7月、NBAサマーリーグのセカンドチームに選ばれた。2017年11月3日、シャーロット・ホーネッツ戦で22得点を記録し、11日のシカゴ・ブルズ戦でキャリア初のスターターとして出場し3本の3ポイントを含む13得点、3アシスト、2リバウンドを記録した。スパーズで身長193cm以下でドラフト外の選手がスターターとなったのは、エイブリー・ジョンソン、アンソニー・カーターに続く3人目となった。またこのゲームでは、ミシガン州立大学のチームメートであるマット・コステロ、ブルズのデンゼル・バレンタインも同試合に出場した。
2018–19シーズン
2018年7月20日、スパーズと再契約した。10月17日、シーズン開幕のミネソタ・ティンバーウルブズ戦で、ポイントガードでスターター出場し、11得点を記録した。10月24には、インディアナ・ペイサーズ戦で、15得点を記録し、スパーズでは、1989年にモーリス・チークスが開幕から4試合連続で2桁得点を記録してから、トニー・パーカーが記録して以来のポイントガードとなった。11月10日、ヒューストン・ロケッツ戦で13得点を記録し、開幕から11試合中の内、9試合で2桁得点を記録した。スパーズでは1998年にティム・ダンカンが10試合で2桁得点を記録したのに次ぐ記録である。 12月11日、フェニックス・サンズ戦で、小学校から始めたバスケットボールのキャリアで初めてとなるダブルダブル（24得点、11リバウンド）を記録した。 12月13日、125–87 で勝利したロサンゼルス・クリッパーズ戦で、デビューから出場１５０試合で、1000得点、150スリーポイントを記録し、スパーズではダニー・グリーン、ゲイリー・ニールの記録に並んだ。
2019年3月、 通算250本のスリーポイントを記録した。スパーズで、 デビューから3シーズンで250本に到達したのはゲイリー・ニールとダービス・バールタンズの2人。レギュラーシーズンで自己最多でチーム最多となる176本のスリーポイントを記録した。
2019–20シーズン
2020年1月21日、ニューオーリンズ・ペリカンズ戦でファースト・ハーフで7本の3ポイントを成功し、自身の持っていたフランチャイズ記録6本を更新した。6本の記録を持つのは、他にマヌ・ジノビリ、マルコ・ベリネッリ、ダニー・グリーンの3選手。またこの試合で計8本を決めて、1997年チャック・パーソンズの9本に次ぐ記録を作った。

### ミルウォーキー・バックス
2020年11月26日、ミルウォーキー・バックスと契約。プレーオフでマイアミ・ヒートとの第1ラウンドのゲーム4で、効率的なシュートで22得点を記録し、同じシリーズのゲーム2で記録したプレーオフキャリアハイ更新し、シリーズスイープを締めくくった試合で、ジミー・バトラーの得点を上回った。その後プレーオフを勝ち上がったバックスはフェニックス・サンズとの6試合で2021年のNBAファイナルに4勝2敗で勝利し、NBAチャンピオンになった。

### スパーズ復帰
2021年8月25日に古巣のスパーズと契約した。

### デンバー・ナゲッツ
2022年1月19日に3チーム間のトレードでデンバー・ナゲッツへ移籍した。

### ミネソタ・ティンバーウルブズ
2022年7月11日にミネソタ・ティンバーウルブズと1年契約を結んだ。

## 個人成績

### NBA

#### レギュラーシーズン
| シーズン | チーム | GP  | GS  | MPG  | FG%  | 3P%  | FT%  | RPG | APG | SPG | BPG | PPG  |
| -------- | ------ | --- | --- | ---- | ---- | ---- | ---- | --- | --- | --- | --- | ---- |
| 2016–17  | SAS    | 36  | 0   | 7.9  | .364 | .321 | .833 | .6  | .6  | .0  | .0  | 2.6  |
| 2017–18  | SAS    | 80  | 12  | 19.0 | .421 | .390 | .667 | 1.4 | 1.0 | .4  | .0  | 6.9  |
| 2018–19  | SAS    | 82  | 81  | 28.0 | .456 | .426 | .885 | 2.9 | 2.1 | .5  | .0  | 11.8 |
| 2019–20  | SAS    | 63  | 62  | 25.1 | .417 | .388 | .833 | 2.0 | 1.7 | .5  | .0  | 11.2 |
| 2020–21  | MIL    | 70  | 10  | 19.3 | .473 | .452 | .770 | 1.6 | .6  | .3  | .0  | 10.0 |
| Career   | Career | 331 | 165 | 21.2 | .440 | .412 | .795 | 1.8 | 1.3 | .4  | .0  | 9.1  |

#### プレーオフ
| シーズン | チーム | GP | GS | MPG  | FG%  | 3P%  | FT%  | RPG | APG | SPG | BPG | PPG  |
| -------- | ------ | -- | -- | ---- | ---- | ---- | ---- | --- | --- | --- | --- | ---- |
| 2017     | SAS    | 6  | 0  | 12.2 | .286 | .222 | 1.00 | 1.0 | .5  | .0  | .2  | 3.3  |
| 2018     | SAS    | 4  | 0  | 13.5 | .294 | .222 | .714 | .8  | .5  | .0  | .0  | 4.3  |
| 2019     | SAS    | 7  | 7  | 30.3 | .482 | .484 | .667 | 3.6 | 1.0 | .1  | .1  | 10.7 |
| 2021     | MIL    | 20 | 0  | 13.7 | .411 | .371 | .750 | 1.4 | .3  | .1  | .1  | 6.6  |
| Career   | Career | 37 | 7  | 16.5 | .408 | .377 | .767 | 1.7 | .5  | .1  | .1  | 6.6  |

### カレッジ
| シーズン | チーム                 | GP  | GS  | MPG  | FG%  | 3P%  | FT%  | RPG | APG | SPG | BPG | PPG  |
| -------- | ---------------------- | --- | --- | ---- | ---- | ---- | ---- | --- | --- | --- | --- | ---- |
| 2012–13  | クリーブランド州立大学 | 32  | 18  | 28.3 | .433 | .389 | .804 | 3.5 | 1.2 | .8  | .0  | 12.7 |
| 2013–14  | クリーブランド州立大学 | 32  | 32  | 34.4 | .434 | .424 | .826 | 3.1 | 1.7 | .8  | .0  | 15.6 |
| 2014–15  | ミシガン州立大学       | 39  | 24  | 26.2 | .447 | .427 | .808 | 1.4 | 1.0 | .6  | .1  | 8.5  |
| 2015–16  | ミシガン州立大学       | 35  | 34  | 28.1 | .481 | .481 | .840 | 2.1 | 1.5 | .4  | .0  | 14.4 |
| Career   | Career                 | 138 | 108 | 29.1 | .449 | .435 | .821 | 2.5 | 1.3 | .6  | .1  | 12.6 |

## 家族
父はブランドン、母はスー。ブリンには２人の子供がいる。。